# Provincia di Huaura
La provincia di Huaura è una provincia del Perù, situata nella regione di Lima.

## Geografia antropica

### Suddivisioni amministrative
È divisa in 12 distretti (comuni)
- Huacho
- Ámbar
- Caleta de Carquín
- Checras
- Hualmay
- Huaura
- Leoncio Prado
- Paccho
- Santa Leonor
- Santa María
- Sayán
- Vegueta